# معركة سانتا كروث دي تينيريفه (1797)
كانت معركة سانتا كروث دي تينيريفه هجومًا برمائيًا نفّذته البحرية الملكية البريطانية على مدينة سانتا كروث دي تينيريفه الواقعة على الميناء الإسباني في جزر الكناري. شنّ الهجوم اللواء البحري هوراشيو نيلسون في 22 يوليو 1797، لكنه باء بالفشل. وفي 25 يوليو، انسحبت بقايا الفرقة التي رست بموجب هدنة، بعد أن فقدوا عدة مئات من الرجال. أُصيب نيلسون في ذراعه الذي بُتر جزئيًا نتيجة للإصابة: كانت وصمة عار تذكّره دائمًا بفشله حتى وفاته.

## خلفية المعركة: كيب سانت فنسنت وقادس
في فبراير 1797 هزم البريطانيون أسطولًا إسبانيًا بالقرب من كيب سانت فنسنت، لكنهم فشلوا في توجيه ضربة قوية ضد البحرية الإسبانية في الصراع غير المتكافئ. أبحر الأميرال جون جيرفيس إلى لشبونة بعد الاشتباك، إذ أُحبط من إفلات العديد من الغنائم القيمة بما فيها سانتيسيما ترينيداد. صدرت أوامر جديدة من الأميرالية البريطانية تطالبه بإخضاع ميناء قادس الإسباني ومحاصرته، حيث التجأ معظم الأسطول الإسباني المغلوب. اعتقد رئيس الأركان البحرية أن الانتصار الذي حقّقه جيرفيس بسهولة على خوسيه دي كوردوبا إي راموس سيضمن هجومًا ناجحًا على ذلك الميناء الجنوبي. لكن الأحداث أثبتت خلاف ذلك.
حاصرت سفن جيرفيس قادس لكن مقاومةً إسبانيةً غير متوقعة صدّتها. نظّم الإسبان بقيادة نائب الأميرال مازاريدو أسطولًا صغيرًا من الزوارق الحربية الصغيرة التي كانت في السابق يخوتًا. بالاستفادة من المياه الضحلة للميناء، ناورت هذه السفن في الظلام وهاجمت سفن جيرفيس الثقيلة على خط المعركة، ووجّهت ضرباتها على مناطقهم الضعيفة دون رادع. أطلقت المدفعيات الساحلية النار، وانضمت إليها السفن الحربية الإسبانية الراسية في الميناء، فأجبرت المهاجمين على التراجع، ونتيجة لذلك فقد البريطانيون سيطرتهم على الحصار وتمكّنت عدة قوافل تجارية بالدخول إلى الميناء والخروج منه.
ساد جو من التمرد بين الطواقم البريطانية، إذ تمدّدت فترة بقائهم الطويلة في البحر دون أي نتائج. في أبريل، حوّل جيرفيس أنظاره إلى تينيريفه عند سماعه أن قوافل الكنوز الإسبانية القادمة من أمريكا تصل بانتظام إلى تلك الجزيرة. أرسل الأدميرال فرقاطتين استطلاعيتين فاجأتا سفينتين فرنسية وإسبانية في غارة ليلية وأمسكتا بهما. مدفوعين بهذا النجاح، أرسل جيرفيس سربًا صغيرًا من السفن بقيادة اللواء البحري هوراشيو نيلسون -الذي حصل حديثًا على ترقية- بهدف الاستيلاء على سانتا كروث بهجوم برمائي.

## التنفيذ
في 14 يوليو، أبحر نيلسون إلى جزر الكناري على متن سفينة الأميرال إتش إم إس ثيسيوس (العقيد ميلر)، وهو يقود سربًا من السفن يتكون من إتش إم إس كلودين (العقيد تروبريدج)، وإتش إم إس زيلوس (العقيد هود)، وجميع السفن التي تحمل 74 بندقية؛ والفرقاطات إتش إم إس سيشور (38 بندقية) بقيادة العقيد فريمانتل، وإتش إم إس إميرالد (36 بندقية) بقيادة العقيد والر، وإتش إم إس تيربسيكوري (32 بندقية) بقيادة العقيد بوين؛ بالإضافة إلى القارب المسلح المستأجَر فوكس بقيادة الملازم جون غيبسون، وقارب هاون راي بقيادة الملازم كرومبتون. انضمت إتش إم إس ليندر (50 بندقية) بقيادة العقيد تومسون إلى الأسطول الصغير بمجرد بدء الهجوم. أحصت الحملة أربعمئة بندقية وأربعة آلاف رجل تقريبًا. وصلوا إلى محيط سانتا كروث في 17 يوليو.
في سانتا كروث، سارع الفريق أنطونيو غوتيريز دي أوتيرو إي سانتايانا، الذي سبق وأن هزم البريطانيين مرتين، إلى إعداد دفاع بعد الغارة البريطانية في أبريل. أُعيد بناء الحصون، وتوسّعت الأعمال الميدانية والمدفعيات من خلال مضاعفة عدد مواقعها إلى 91، وتكديس أكياس التراب حولها. جمع الجنرال غوتيريز قوة وصلت إلى 1700 رجل من جنود المدينة وأنصارها والصيادين المحليين والميليشيات والمدفعية والبحارة من السفينة المسلحة الفرنسية موتين، التي أسرها البريطانيون في مايو بينما كان معظم أفراد طاقمها على الشاطئ.

### الخطط البريطانية
تضمّنت خطة نيلسون الإرساء ليلًا بقيادة تروبريدج: ستقترب الفرقاطات من الشاطئ خلسةً وتنزل منها القوات بهدف السيطرة على المدفعيات الإسبانية شمال شرق الميناء. كان من المخطط آنذاك أن يطلق راي مدافع الهاون على المدينة. سوف تدخل سفن نيلسون الموجودة على خط المعركة الميناء عند الفجر وتستولي على السفن التجارية الإسبانية وشحنتها. أرسل نيلسون مذكّرة إلى السلطات الإسبانية يطالب فيها بتسليم جميع الشحنات الإسبانية ويهدّد بتدمير المدينة.
في 20 يوليو، يصعد تروبريدج على متن ثيسيوس لوضع اللمسات الأخيرة على الخطط. سيحدث الهجوم على مرحلتين. تضمنت المرحلة الأولى إنزال ألف من البحارة وجنود البحرية على شاطئ فاييسيكو، على بعد نحو ميلين شمال ميناء سانتا كروث، حيث ستحاصر القوات حصن باسو ألتو وتستولي عليه. إذا لم تستسلم المدينة عند هذه المرحلة، ستزحف عندئذ الفرقة التي نزلت إلى الميناء وتشن الهجوم النهائي. كان على متن كل سفينة على خط المعركة 200 رجل وعلى كل فرقاطة 100 رجل، يدعمها 80 من رجال المدفعية.

## وقائع المعركة
بدأت الخطة في المساء التالي. في صفاء ليلة صيفية على جزر الكناري، أدرك المواطنون أن أشكالًا ضبابية كانت تبحر باتجاه الرصيف: كانت القوارب البريطانية التي تحمل الجنود في طريقها. كانوا في مجموعتين: إحداهما تتألف من 23 قاربًا يتجه نحو جرف بوفاديرو؛ والأخرى من 26 قاربًا قادمًا إلى المدينة مباشرةً. لم يكن هناك احتمال لحدوث قصف بحري لأن السفن لم تتمكن من الاقتراب، وعلى الرغم من أن الفرقاطات استطاعت الاقتراب، لم يكن من الممكن رفع المدافع البحرية للفرقاطات بالقدر الكافي حتى تصل طلقاتها إلى المدينة. لم يكن لدى البريطانيين سوى مدفع هاون واحد لا يمكنه أن يسبب سوى أضرارٍ طفيفة. لم يكن لديهم مدافع هاوتزر ومدافع الكورنيد كانت عديمة الفائدة في هذه المواقف. بدأت المدافع الإسبانية بإطلاق النار بشدة على القوارب، ما أدى إلى تدمير بعضها. كانت التيارات قوية للغاية وقرر البريطانيون العودة إلى السفن.
في محاولة ثانية، سحبت القوارب فرقاطات بالقرب من بوفاديرو، حيث كانت ترسو. رغم إطلاق النار عليهم من قلعة باسو ألتو، والتيارات المعاكسة، ونقص عدد الذين يحملون المدفعية، هبط ألف جندي بريطاني على شاطئ فاييسيكو مع بعض المعدات. عند منتصف الليل، لم تصل بعض القوارب إلى الشاطئ وانتهى بها المطاف متناثرة في البحر، ولم يتمكن أي ضابط بريطاني من معرفة موقعها.